# Акторка Антонія Сарате
«Акторка Антонія Сарате»  ( англ. Portrait of Doña Antonia Zárate (1805)) — портрет театральної акторки Антонії Сарате. котрий створив іспанський художник Франсіско Гойя (1746-1828).

## Неповні свідоцтва про акторку
Про Антонію Сарате збережені неповні свідоцтва. Вона народилась у місті Барселона 1775 року. Її батько (Педро Сарате Вальдес) сам був актором, антрепренером та керівником мандрівних театральних груп.
У Антонії була сестра Марія, котра стала актрисою і виступала на сцені відомого у Мадриді театру де Принсипе. Логічно, що і Антонія, молода і приваблива зовнішньо, спробувала власні сили на сцені. За припущеннями у Мадрид вона прибула з міста Кадіс, що розташований на південному заході Іспанії. З Антонією пошлюбився Бернардо Хіль (1772—1832), котрий був співаком та комічним актором. У подружжя був єдиний син Антоніо Хіль і Сарате, котрий став літератором. Малого за віком сина родина віддала на виховання у пансіон в Парижі, позаяк в іспанському (переважно заможному) суспільстві посилювалась мода на все французьке. Це, однак, не уберегло Іспанську монархію від війни з Наполеоном та соціальними потрясіннями, пов'язаними з війнами. Антонія Сарате хворіла на туберкульоз і померла у 1811 році. Вона встигла створити заповіт, де єдиним виконавцем її волі був названий Мануэль Гарсиа де ла Прада (1776-1839), заможний бізнесмен і знайомець художника Франсіско Гойї.
Життєві шляхи і акторки Антонії Сарате декілька разів перехрещувались. 1790 року актор батько (з доньками?) виступав у Арагоні, на батьківщині Франсіско Гойї.
Вона виступала в Кадісі, а Гойя мешкав в тому ж південному місті 1792 року. Вони могли бачитися в Мадриді, де в театрі де Принсипе виступали сама Антонія, її чоловік та її батько. В пізній період Мануэль Гарсиа де ла Прада, названий у заповіті акторки, міг бути замовником портретів акторки. Він також мав декілька картин роботи Гойї у власній збірці, майже антиклерикального, доволі сміливого спрямування, що розцінили як просвітницький лібералізм володаря.

## Опис портрету

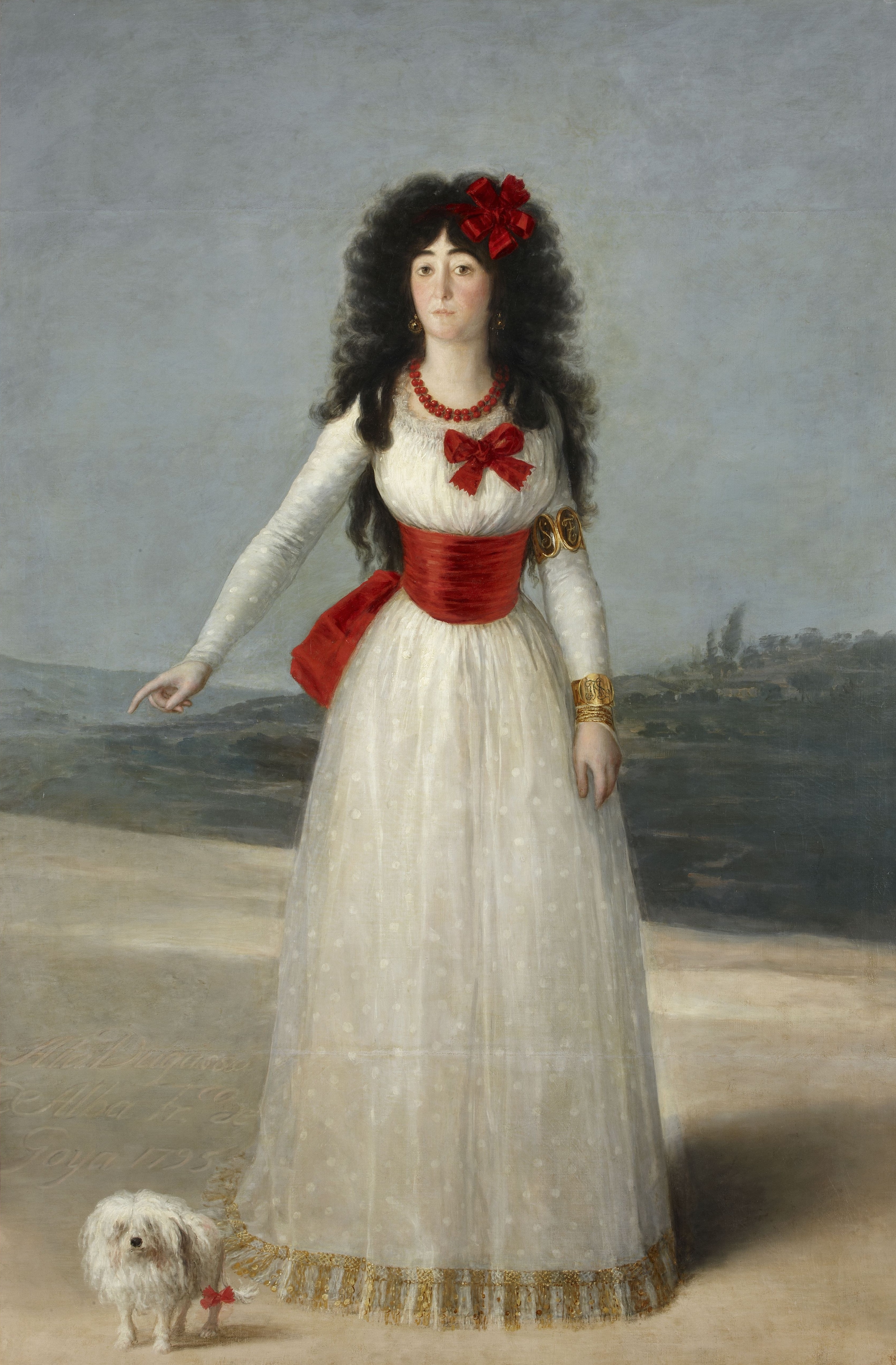
Франіско Гойя. «Маркіза Альба в білій сукні», 1795 р.

Франсіско Гойя створив чимало жіночих портретів. Вони дозволяли показати майстерність художника у відтворенні різноманітних тонких і коштовних тканин, не заглиблюючись у психологію. Протокольність в портреті притаманна навіть при зображенні власної жінки Хосефи. Впливи доби рококо надали жіночим портретам роботи Гойї ляльковості і декотрої скутості в позах і жестах. Про це доволі точно висловився мистецтвознавець Ліонелло Вентурі, назвавши низку жіночих портретів Гойї доби іспанського рококо «ляльковими».
Нові моди і зростання майстерності художника відбилося у прагненні створювати в портретах не тільки умовні пейзажі, а й інтер'єри та його деталі. Збільшились і пошуки в колориті. Він ставав стриманим, але багатим на нюансами та відтінками. 
Всі кращі риси пізньої манери Гойї притаманні і портрету акторки Антонії Сарате. Він подав її на жовтуватому дивані. Сеньйора сидить у чудово зшитій чорній сукні по моді ампір з високо піднятою талією. Національні риси в портреті, однак, переважають. Пані в чорній мережевій мантильї і з традиційним віялом в руках. Ніщо не кричить в стриманій колористичній гамі портрета, що зберіг риси парадного портрета і портрета інтимного. Сеньйора сидить наче при офіційному візиті, гордовито випроставши стан. Водночас її обличчя не несе офіційної маски світської люб'язності, в ньому складна почуттєва гама вже пожившої жінки з втратами і розчаруваннями. Точної дати створення портрета не збережено. Традиційно його датують 1805 роком, хоча він міг бути створеним і дещо пізніше.

## Портрети жінок для порівняння

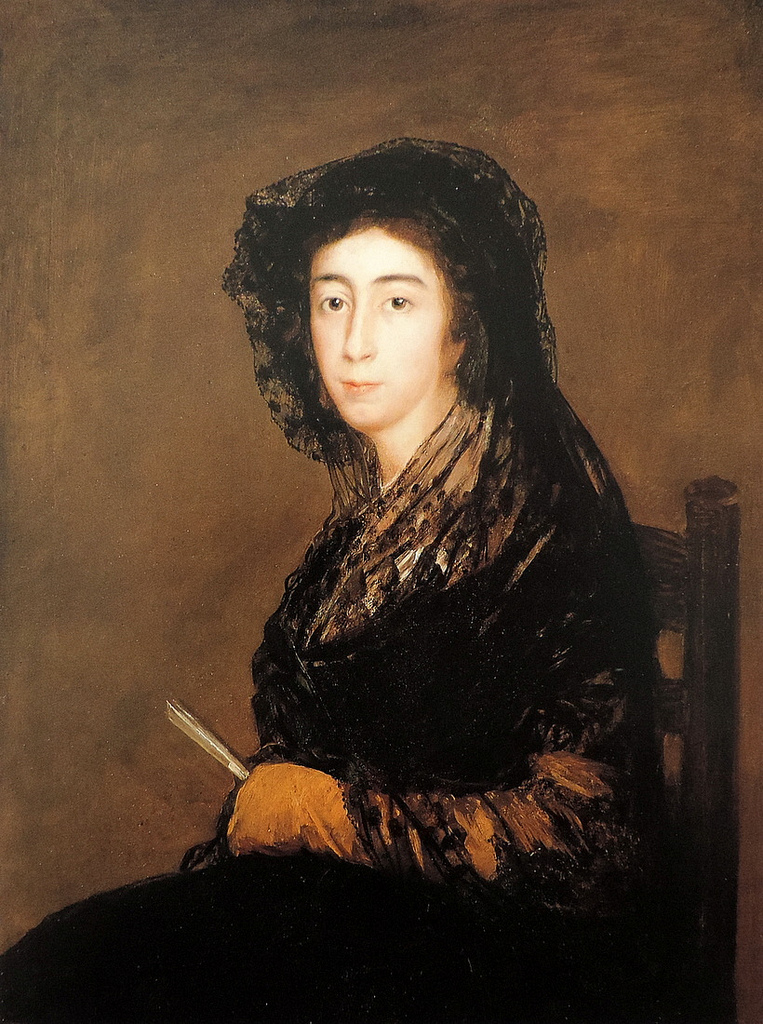
Франсіско Гойя. «Амалія Бонельс», 1803 р.
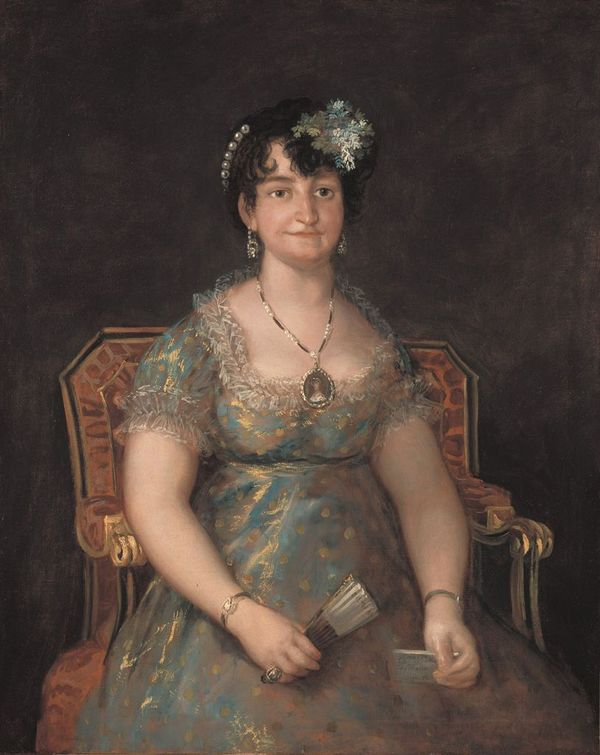
Франсіско Гойя. «Маркіза де Кабальєро», 1807 р.
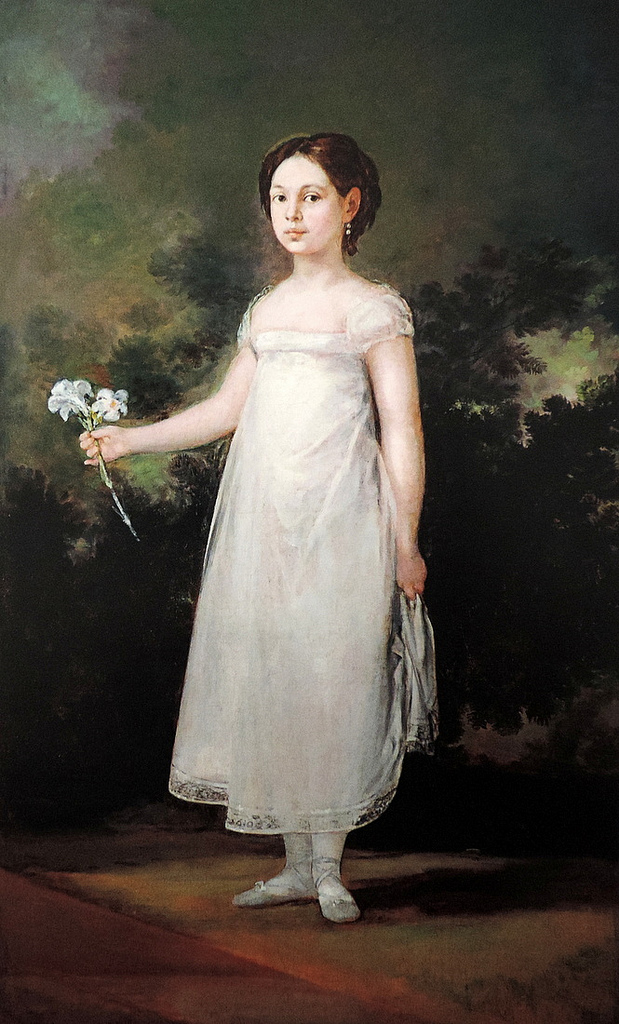
Франсіско Гойя. «Маркіза де Монтехермосо», 1810 р.
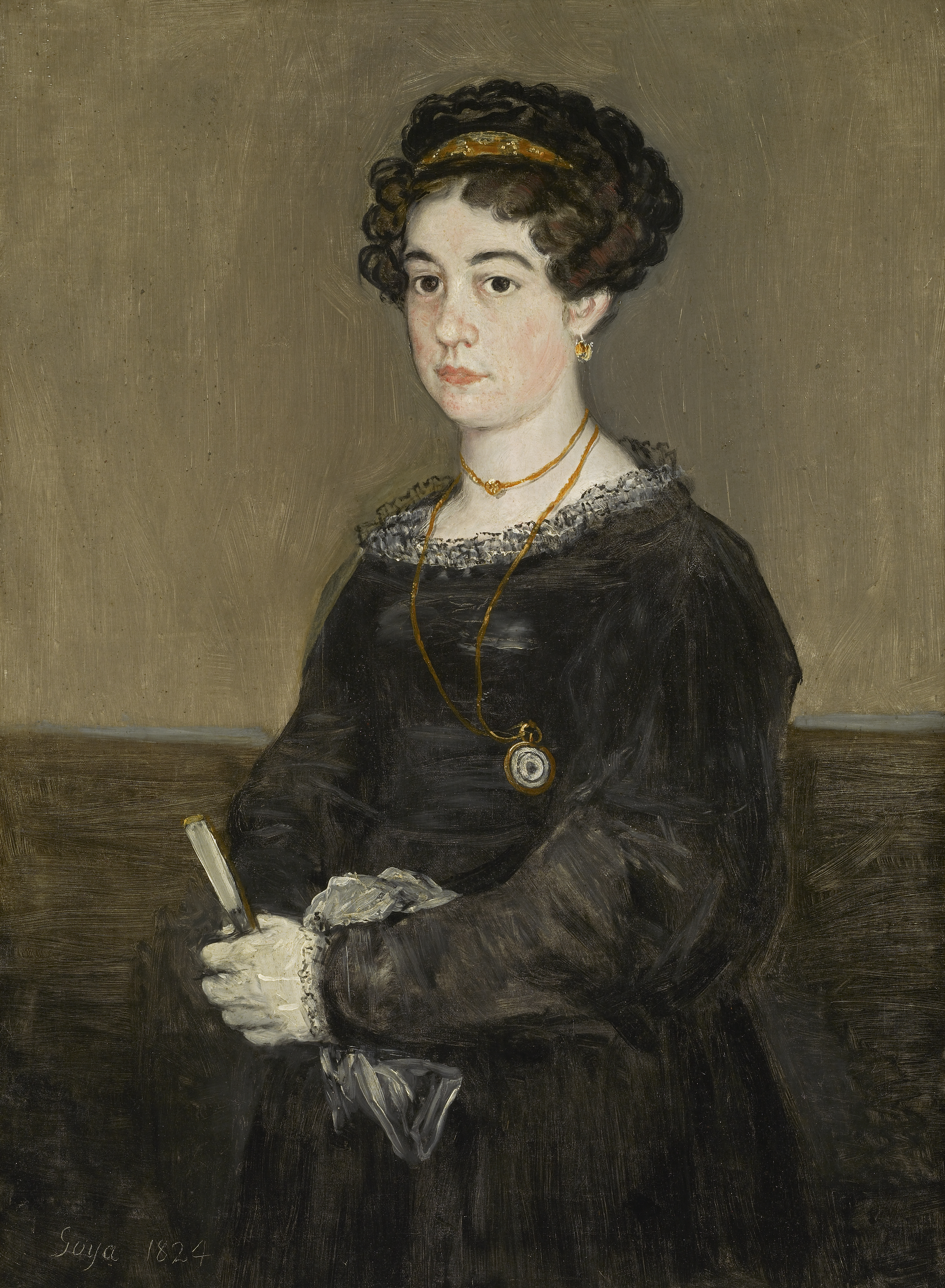
Франсіско Гойя. «Марія Мартінес де Пуга», 1824 р.